# Спајсер (Минесота)
Спајсер (енгл. Spicer) град је у америчкој савезној држави Минесота.

## Демографија
По попису из 2010. године број становника је 1.167, што је 41 (3,6%) становника више него 2000. године.
| Група             | 2000.         | 2010.         |
| Белци             | 1.108 (98,4%) | 1.101 (94,3%) |
| Афроамериканци    | 2 (0,2%)      | 1 (0,1%)      |
| Азијати           | 1 (0,1%)      | 2 (0,2%)      |
| Хиспаноамериканци | 8 (0,7%)      | 48 (4,1%)     |
| Укупно            | 1.126         | 1.167         |